# Ilkka Toivo Kalervo Kukkonen
Ilkka Toivo Kalervo Kukkonen ( 1926-2020 ) fue un botánico, micólogo, y pteridólogo finés, habiéndose desempeñado académicamente en el Departamento de Botánica, en la Universidad de Turku, Finlandia.

## Algunas publicaciones
- 1967. Vegetative Anatomy of Uncinia (Cyperaceae). Annals of Botany 31: 523-544

- 1967. Spikelet Morphology and Anatomy of Uncinia Pers. (Cyperaceae). Kew Bull. 21 ( 1 ): 93-97

Kukkonen, I. & Simpson*, D.A. 2005. Eleocharis. In Boulos, L. (ed.) Flora of Egypt 4. Cairo: Al Hadara. 361-366

### Libros
- 1963. Taxonomic studies on the genus Anthracoidea (Ustilaginales). Ann. bot. Soc. Zool. Bot. Fenn. 'Vanamo'. 34. (3): 1-118. Cyperaceae, Fungi

- La abreviatura «Kukkonen» se emplea para indicar a Ilkka Toivo Kalervo Kukkonen como autoridad en la descripción y clasificación científica de los vegetales.[2]